# Pseudephemerum nitidum
Pseudephemerum nitidum là một loài Rêu trong họ Dicranaceae. Loài này được (Hedw.) Loeske miêu tả khoa học đầu tiên năm 1933.